# Карл Гартль
Карл Гартль (нім. Karl Hartl; нар. 10 травня 1899, Відень, Австро-Угорщина — пом. 29 серпня 1978, Відень, Австрія) — австрійський кінорежисер, сценарист і продюсер.

## Біографія
Карл Гартль народився 10 травня 1899 року у Відні, Австро-Угорщина. Кар'єра Гартля в кно почалася у 1919 році, коли його було прийнято асистентом угорського режисера Александра Корди. У 1920-і роки разом з Кордою Гартль переїхав до Берліна і до середини 1920-х працював у нього директором стрічок. У 1926 році Гартль повернувся у Відень і поступив на роботу директором фільмів у Густава Учицкі.
З початку 1930-х років Гартль працював на кіностудії UFA і разом з Луїсом Тренкером зняв «Гори у вогні» (1931). Потім він пробував себе в інших жанрах, зокрема, комедії «Графиня Монте-Крісто» (1932) з Бригіттою Гельм та Густафом Грюндгенсом і фільмі про льотчиків «І. Ф. 1 більше не відповідає» за участю Ганса Альберса, Петера Лорре, Пауля Гартмана і Сибілли Шміц. Науково-фантастичний фільм Гартля «Золото» 1934 року вважається одним з найкращих у своєму жанрі. Карл Гартль — режисер знаменитої кримінальної комедії «Людина, яка була Шерлоком Холмсом» (1937).
Після аншлюсу Австрії у 1938 році Гартль отримав посаду начальника кіновиробництва на кіностудії Wien-Film і в цей час мало займався режисурою. Після 1945 року Гартль повернувся до режисерської діяльності. 3 липня 1947 року він організував в Зальцбурзі компанію Neue Wiener Filmproduktionsgesellschaft. Найпрославленішим фільмом Гартля став «Ангел з трубою» 1949 року, що зібрав багатьох зірок австрійського кінематографу — Паулу Вессели, Аттілу і Пауля Гьорбіґерів, Оскара Вернера, Марію Шелл.
Карл Гартль був одружений з акторкою Мартою Гарелль.
Помер Гартль 29 серпня 1978 року у Відні на 80-му році життя. Похований на віденському Грінцинзькому цвинтарі поряд з дружиною.

## Фільмографія
Режисер і сценарист
| Рік  | Назва українською                                    | Оригінальна назва                                | Режисер | Сценарист |
| ---- | ---------------------------------------------------- | ------------------------------------------------ | ------- | --------- |
| 1929 | Засуджений зі Стамбула                               | Der Sträfling aus Stambul                        |         | Так       |
| 1930 | Безсмертний негідник                                 | Der unsterbliche Lump                            |         | Так       |
| 1930 | Фокус-покус                                          | Hokuspokus                                       |         | Так       |
| 1930 | Пісня юнаків з Гейдельберга                          | Ein Burschenlied aus Heidelberg                  | Так     |           |
| 1931 | Гори у вогні                                         | Berge in Flammen                                 | Так     | Так       |
| 1932 | Графиня Монте-Крісто                                 | Die Gräfin von Monte-Christo                     | Так     |           |
| 1932 | Приречений батальйон                                 | Doomed Battalion                                 | Так     | Так       |
| 1932 | Принц Аркадії                                        | Der Prinz von Arkadien                           | Так     |           |
| 1933 | І. Ф. 1 більше не відповідає                         | I.F.1 ne répond plus                             | Так     |           |
| 1933 | Ваша Високість, продавчиня                           | Ihre Durchlaucht, die Verkäuferin                | Так     | Так       |
| 1934 | Каприз принцеси                                      | Caprice de princesse                             | Так     | Так       |
| 1934 | Золото                                               | L'or                                             | Так     |           |
| 1934 | Так закінчилося кохання                              | So endete eine Liebe                             | Так     | Так       |
| 1935 | Циганський барон                                     | Zigeunerbaron                                    | Так     |           |
| 1936 | Свічник імператора                                   | Die Leuchter des Kaisers                         | Так     | Так       |
| 1937 | Поїздка на свободу                                   | Ritt in die Freiheit                             | Так     |           |
| 1937 | Людина, яка була Шерлоком Холмсом                    | Der Mann, der Sherlock Holmes war                | Так     | Так       |
| 1938 | Гастрольний виступ у раю                             | Gastspiel im Paradies                            | Так     | Так       |
| 1942 | Кого люблять боги (Моцарт)                           | Wen die Götter lieben                            | Так     |           |
| 1948 | Віденська кавалькада                                 | Der Engel mit der Posaune                        | Так     | Так       |
| 1948 | Історія Моцарта                                      | The Mozart Story                                 | Так     |           |
| 1949 | Ангел з трубою                                       | The Angel with the Trumpet                       |         | Так       |
| 1951 | Вундеркінд                                           | The Wonder Kid                                   | Так     |           |
| 1951 | Безмовний рот                                        | Der schweigende Mund                             | Так     | Так       |
| 1952 | Дім життя                                            | Haus des Lebens                                  | Так     | Так       |
| 1953 | Любовна війна після балів                            | Liebeskrieg nach Noten                           | Так     | Так       |
| 1953 | Усе для тата                                         | Alles für Papa                                   | Так     | Так       |
| 1954 | Шлях у минуле                                        | Weg in die Vergangenheit                         | Так     |           |
| 1955 | Моцарт                                               | Mozart                                           | Так     | Так       |
| 1957 | Червоний — колір кохання                             | Rot ist die Liebe                                | Так     | Так       |
| 1961 | Вільгельм Телль                                      | Wilhelm Tell                                     | Так     | Так       |
| 1962 | Літаючий кліпер — чарівна подорож під білим вітрилом | Flying Clipper — Traumreise unter weissen Segeln |         | Так       |

Продюсер
| Рік  | Назва українською         | Оригінальна назва           | Режисер          |
| ---- | ------------------------- | --------------------------- | ---------------- |
| 1926 | Мадам не хоче дітей       | Madame wünscht keine Kinder | Александр Корда  |
| 1939 | Жінка у потоці            | Frau im Strom               | Герхард Лампрехт |
| 1939 | Материнська любов         | Mutterliebe                 | Густав Учицкі    |
| 1940 | Судний день               | Das jüngste Gericht         | Франц Зейц       |
| 1940 | Поштмейстер               | Der Postmeister             | Густав Учицкі    |
| 1940 | Крамбамбулі               | Krambambuli                 | Карл Кештлін     |
| 1940 | Моя донька живе у Відні   | Meine Tochter lebt in Wien  | Е. В. Емо        |
| 1940 | На все життя              | Ein Leben lang              | Густав Учицкі    |
| 1940 | Оперета                   | Operette                    | Віллі Форст      |
| 1941 | Повернення додому         | Heimkehr                    | Густав Учицкі    |
| 1942 | Кохання влітку            | Sommerliebe                 | Еріх Енгель      |
| 1942 | Кого люблять боги. Моцарт | Wen die Götter lieben       | Карл Гартль      |
| 1943 | Пізнє кохання             | Späte Liebe                 | устав Учицкі     |
| 1944 | Золоті кайдани            | Die goldene Fessel          | Ганс Тіміг       |
| 1944 |                           | Hundstage                   | Геза фон Шиффра  |
| 1944 | Погляд назад              | Ein Blick zurück            | Герхард Менцель  |
| 1949 | Ангел з трубою            | The Angel with the Trumpet  | Ентоні Бушнелл   |
| 1952 | Дім життя                 | Haus des Lebens             | Карл Гартль      |
| 1958 | Моя красива мама          | Meine schöne Mama           | Пауль Мартін     |

## Визнання
| Нагороди та номінації Карла Гартля     | Нагороди та номінації Карла Гартля           | Нагороди та номінації Карла Гартля | Нагороди та номінації Карла Гартля |
| Рік                                    | Категорія                                    | Фільм                              | Результат                          |
| -------------------------------------- | -------------------------------------------- | ---------------------------------- | ---------------------------------- |
| Венеційський міжнародний кінофестиваль |                                              |                                    |                                    |
| 1937                                   | Кубок Муссоліні за найкращий іноземний фільм | Людина, яка була Шерлоком Холмсом  | Номінація                          |
| 1948                                   | Міжнародний Гран-прі                         | Віденська кавалькада               | Номінація                          |
| Каннський міжнародний кінофестиваль    |                                              |                                    |                                    |
| 1956                                   | Золота пальмова гілка                        | Моцарт                             | Номінація                          |
|                                        |                                              |                                    |                                    |
| Нагорода Австрійського кіноархіву      |                                              |                                    |                                    |
| 1956                                   | Нагорода за життєві досягнення               | Нагорода за життєві досягнення     | Перемога                           |